# Alanova
Alanova, également connue sous le nom Kyra Alanova et Alice Allan (née le 26 juillet 1902 à Seattle et décédée le 21 décembre 1965 à Venise), est une ballerine, chorégraphe et actrice américaine.

## Biographie
Née aux États-Unis d'un père russe émigré au début des années 1900, Alanova a étudié au Cincinnati College of Music. Chorégraphe et danseuse, Alanova a suivi les traces de son père dans le domaine du ballet, jusqu'à ce qu'elle fonde sa propre Alanova Ballet Company, avec laquelle elle a fait des tournées en Amérique et en Europe. À la fin des années 1930, elle arrive en Italie pour une tournée dans les théâtres les plus importants, rencontre le comte Andrea Di Robilant, scénariste et réalisateur, les deux se marient peu après et Alanova reste travailler en Italie pendant quelques années, se partageant entre famille et travail.
Initiée par son mari au monde du cinéma, elle fait ses débuts dans le rôle de la comtesse Della Rovere dans L'Enfant du meurtre de Ladislas Vajda tourné dans les studios Pisorno, à Tirrenia, le premier d'une série de cinq films dont le dernier sera réalisé par Alberto Lattuada dans La Flèche dans le côté[réf. nécessaire] du roman de Luciano Zùccoli. Avec la fin de la guerre, Alanova abandonne le cinéma et reprend son activité de chorégraphe dans divers spectacles de danse jusqu'en 1946, après quoi ses traces se perdent.

## Spectacles de danse
- Le Tricorne, musique de Manuel de Falla, chorégraphie de Léonide Massine avec Tamara Karsavina, Léonide Massine, Leon Woizikowsky, Alanova, décors et costumes de Pablo Picasso, Ballet Russes de Sergej Diaghilev, Alhambra Theatre, Londres, 22 juillet 1929.
- Récital, Ballets Alanova, Rome, 1944.
- Tiepolesco, musique de V. Tommasini, chorégraphie d'Alanova, décors et costumes d'Enrico Prampolini, Rome 1944.
- Tiepolesco, de V. Tommasini, récital d'Alanova, Teatro San Carlo de Naples, costumes et décors d'Enrico Prampolini, 1945.
- Ma mère l'oye, musique de Maurice Ravel, orchestre d'Alfredo Casella, chorégraphie d'Alanova, Teatro San Carlo de Naples, 1945.
- Le combat de Tancredi et Clorinde, musique de Claudio Monteverdi, orchestre dirigé par Franco Capuana, chorégraphie d'Alanova, décors et costumes de Toti Scialoja, 1945.

## Filmographie
- 1941 : L'Enfant du meurtre (Giuliano de' Medici) de Ladislas Vajda
- 1941 : La zia smemorata de Ladislas Vajda
- 1942 : Les Deux Tigres, réalisé par Giorgio Simonelli
- 1943 : Grand Canal, réalisé par Andrea Di Robilant
- 1945 : Le Passé qui tue, réalisé par Alberto Lattuada et Mario Costa